# Berri (Australië)
Berri is een plaats in de Australische deelstaat Zuid-Australië en telt 7000 inwoners (2006).